# Tipulodina patricia
Tipulodina patricia là một loài ruồi trong họ Ruồi hạc (Tipulidae). Chúng phân bố ở vùng Indomalaya.